# حصة (أصفهان)
حصة هي قرية في مقاطعة أصفهان، إيران. عدد سكان هذه القرية هو 10,942 في سنة 2006.